# Чилису-Анзас
Чилису-Анзас (шор. Чылығсуғ) — посёлок в Таштагольском районе Кемеровской области.
Входит в состав Усть-Кабырзинского сельского поселения.

## География
Посёлок находится рядом с впадением реки Чилису в реку Пызас, на расстоянии 50 км к юго-востоку от города Таштагол, административного центра района.

## Население
| 2010 |
| ---- |
| 52   |

## Улицы
В посёлке имеется одна улица — Кедровая.